# Joseph Elanga
Joseph Elanga Fils (Yaoundé, 1979. május 2. –) kameruni labdarúgóhátvéd.
A kameruni válogatott színeiben részt vett az 1998-as labdarúgó-világbajnokságon.